# Liste der Stolpersteine in Grimma
Die Liste der Stolpersteine in Grimma enthält die Stolpersteine, welche im Rahmen des gleichnamigen Kunst-Projektes von Gunter Demnig in Grimma im Landkreis Leipzig verlegt wurden.

## Hintergrund
Mit diesen Gedenksteinen soll Opfern des Nationalsozialismus gedacht werden, die in Grimma lebten und wirkten. Die erste Verlegung von Stolpersteinen erfolgte im August 2009; weitere folgten 2010 und 2016. Insgesamt wurden bisher 19 Stolpersteine an 7 Adressen verlegt.

## Liste der Stolpersteine in Grimma
Zusammengefasste Adressen zeigen an, dass mehrere Stolpersteine an einem Ort verlegt wurden. Die Tabelle ist teilweise sortierbar; die Grundsortierung erfolgt alphabetisch nach der Adresse. Die Spalte Person, Inschrift wird nach dem Namen der Person alphabetisch sortiert.
| Bild | Adresse                            | Verlegedatum  | Person, Inschrift | Kurzvita / Anmerkungen |
| ---- | ---------------------------------- | ------------- | --- | ---------------------- |
|      | Brückenstraße 23 (Lage)            | 20. Aug. 2009 | Hier wohnte Lippmann Urbach Jg. 1900 verhaftet 9.11.1938 Sachsenhausen deportiert 1940 Auschwitz ermordet                         |                        |
|      | Brückenstraße 23 (Lage)            | 20. Aug. 2009 | Hier wohnte Siesel Urbach geb. Besser Jg. 1892 deportiert 1942 Auschwitz ermordet                                                 |                        |
|      | Brückenstraße 23 (Lage)            | 20. Aug. 2009 | Hier wohnte Erhard Urbach Jg. 1930 deportiert 1942 Auschwitz ermordet                                                             |                        |
|      | Friedrich-Oettler-Straße 20 (Lage) | 20. Aug. 2009 | Hier wohnte Paul Nikusch Jg. 1883 deportiert 1942 Belzyce ermordet                                                                |                        |
|      | Friedrich-Oettler-Straße 20 (Lage) | 20. Aug. 2009 | Hier wohnte Rosalia Nikusch geb. Gross Jg. 1888 deportiert 1942 Belzyce ermordet                                                  |                        |
|      | Friedrich-Oettler-Straße 20 (Lage) | 20. Aug. 2009 | Hier wohnte Fritz Nikusch Jg. 1921 deportiert 1942 Belzyce ermordet                                                               |                        |
|      | Friedrich-Oettler-Straße 20 (Lage) | 20. Aug. 2009 | Hier wohnte Lieselotte Nikusch Jg. 1923 deportiert 1942 Belzyce ermordet                                                          |                        |
|      | Friedrich-Oettler-Straße 20 (Lage) | 20. Aug. 2009 | Hier wohnte Walter Nikusch Jg. 1926 deportiert 1942 Belzyce ermordet                                                              |                        |
|      | Karl-Marx-Straße 25 (Lage)         | 6. Mai 2016   | Hier wohnte Tauba Schorr geb. Dickmann Jg. 1889 Polenaktion 1938 ermordet im besetzten Polen                                      |                        |
|      | Lange Straße 58 (Lage)             | 20. Aug. 2009 | Hier wohnte Bernhard Motulski Jg. 1873 deportiert 19.9.1942 Theresienstadt tot 4.10.1942                                          |                        |
|      | Lange Straße 58 (Lage)             | 20. Aug. 2009 | Hier wohnte Curt Heimann Jg. 1899 Flucht 1935 Frankreich interniert Drancy deportiert 1942 Auschwitz ermordet                     |                        |
|      | Lange Straße 58 (Lage)             | 20. Aug. 2009 | Hier wohnte Margarethe Heimann geb. Motulski Jg. 1903 Flucht 1935 Frankreich interniert Drancy deportiert 1942 Auschwitz ermordet |                        |
|      | Marktgasse 5 (Lage)                | 5. Juni 2010  | Hier wohnte Max Moses Jg. 1878 verhaftet 23.6.1938 Sachsenhausen tot 3.8.1938                                                     |                        |
|      | Marktgasse 5 (Lage)                | 5. Juni 2010  | Hier wohnte Hulda Moses geb. Lewin Jg. 1884 deportiert 1942 Belzyce ermordet                                                      |                        |
|      | Marktgasse 5 (Lage)                | 5. Juni 2010  | Hier wohnte Markus Glaser Jg. 1907 deportiert 1942 Belzyce ermordet                                                               |                        |
|      | Marktgasse 5 (Lage)                | 5. Juni 2010  | Hier wohnte Irma Glaser geb. Moses Jg. 1911 deportiert 1942 Belzyce ermordet                                                      |                        |
|      | Marktgasse 5 (Lage)                | 5. Juni 2010  | Hier wohnte Erika Glaser Jg. 1911 deportiert 1942 Belzyce ermordet                                                                |                        |
|      | Paul-Gerhardt-Straße 28 (Lage)     | 20. Sep. 2016 | Hier wohnte Bernhard Meinhardt Jg. 1862 deportiert 1942 Theresienstadt tot 8.11.1942                                              |                        |
|      | Wiesenstraße 33 (Lage)             | 5. Juni 2010  | Hier wohnte Albert Michel Jg. 1898 deportiert 1942 Belzyce ermordet                                                               |                        |